# Caligula (film)
Caligula (Italiaans: Caligola) is een Italiaans-Amerikaanse biografische, historische en pornografische exploitatiefilm uit 1979, geregisseerd door Tinto Brass, met scènes toegevoegd door Giancarlo Lui en de oprichter van het tijdschrift Penthouse Bob Guccione. De film toont het leven van de Romeinse keizer Caligula. Het scenario werd geschreven door de Amerikaanse, bekroonde schrijver Gore Vidal, mede gefinancierd door het blad Penthouse en geproduceerd door Guccione en Franco Rossellini. De film heeft Malcolm McDowell, John Gielgud, Peter O'Toole en Helen Mirren in de hoofdrollen. Caligula kreeg negatieve kritieken, maar werd erg populair op video en dvd en is een cultfilm geworden.

## Verhaal
Vanwege de verschillende versies die er van deze film in omloop zijn kan de plotsynopsis afwijken van wat er hieronder geschreven staat. Dit is de integrale film:
Caligula (Malcolm McDowell), de jonge troonopvolger van de door syfilis halfgekke keizer Tiberius (Peter O'Toole), ziet een zwarte vogel in zijn kamer vliegen en denkt dat het een slecht voorteken is. Kort hierop verschijnt het hoofd van de pretoriaanse garde Macro (Guido Mannari) om Caligula te vertellen dat Tiberius hem heeft gevraagd om meteen naar het eiland Capri te gaan. Tiberius verblijft hier al een aantal jaren samen met zijn goede vriend Nerva (John Gielgud), Claudius (Giancaro Badessi), een niet erg snugger familielid (in deze film) en Caligula's jongere stiefbroer Gemellus (Bruno Brive), die Tiberius' oogappel is. Uit angst vermoord te worden durft Caligula niet te vertrekken, maar zijn meest geliefde zuster Drusilla (Teresa Ann Savoy) overtuigt hem toch te gaan.
In Capri aangekomen constateert Caligula dat Tiberius een oude, waanzinnige man is geworden die zich amuseert met decadente bezigheden en verbitterd is over de Romeinse politiek. Caligula observeert al deze bizarre taferelen met fascinatie en afschuw. De spanning neemt echter toe wanneer Tiberius voor de grap Caligula probeert te vergiftigen in Gemellus' bijzijn. Nerva pleegt hierna zelfmoord omdat hij niet om kan gaan met het vooruitzicht dat Caligula ooit aan de macht zal komen. Dan krijgt Tiberius een hartaanval, waarvan Macro en Caligula gebruikmaken om Tiberius te vermoorden. Macro wurgt Tiberius met een sjaal, maar Gemellus blijkt alles te hebben gezien.
Caligula wordt nu de nieuwe keizer en roept zijn zus Drusilla uit tot zijn vrouw. Dit leidt tot afschuw in de Romeinse Senaat. Nadien overtuigt Drusilla Caligula ervan om Macro te vermoorden. Er wordt een schijnproces opgesteld waarbij Gemellus wordt gedwongen te verklaren dat Macro eigenhandig Tiberius vermoordde. Macro wordt hierna om het leven gebracht en Caligula benoemt Tiberius' ex-adviseur Longinus (John Steiner) als zijn rechterhand en roept senator Chaerea (Paolo Bonacelli) uit tot nieuw hoofd van de pretoriaanse garde. Drusilla tracht een vrouw te vinden voor Caligula, maar hij wil enkel met haar huwen. Wanneer ze echter weigert, huwt hij met de courtisane Caesonia (Helen Mirren), zij het enkel nadat ze hem een kind heeft gebaard.
Caligula wordt algauw een populaire, maar excentrieke heerser die belastingverlagingen invoert en alle dictatoriale maatregelen van Tiberius afschaft. Geleidelijk aan komt ook zijn duistere kant boven. Caligula verkracht een bruid en bruidegom op hun huwelijksdag uit jaloezie en laat Gemellus executeren om een reactie uit Drusilla te krijgen. Hierna krijgt Caligula last van koorts, maar Drusilla weet hem via verpleging opnieuw te genezen. Hierna wordt zij zelf echter ziek en overlijdt nadat Caligula opnieuw een zwarte vogel waarneemt. Caligula krijgt een zenuwinzinking en depressief gaat hij verkleed als zwerver de straat op. Hij wordt opgepakt en verblijft kort in de gevangenis. Na zijn vrijlating besluit hij de Senaat zo veel mogelijk te vernederen, onder meer door de vrouwen van de senatoren te prostitueren op een groot seksfeest, eigendommen te confisqueren, de oude religie af te schaffen en een absurde oorlog tegen Groot-Brittannië te beginnen. Dit brengt de senatoren ertoe om een moordaanslag op Caligula te plannen, aangemoedigd door Longinus en Chaerea.
Nadat Caligula voor de derde keer een zwarte vogel waarneemt, wordt hij 's anderendaags samen met zijn gezin vermoord. Claudius wordt tot nieuwe keizer uitgeroepen.

## Rolverdeling
| Acteur            | Personage                                                    |
| ----------------- | ------------------------------------------------------------ |
| Malcolm McDowell  | Caligula                                                     |
| Peter O'Toole     | Tiberius                                                     |
| Helen Mirren      | Caesonia                                                     |
| Teresa Ann Savoy  | Drusilla                                                     |
| John Steiner      | Longinus                                                     |
| Guido Mannari     | Macro                                                        |
| Patrick Allen     | Macro (stem Engelse dub) (onvermeld)                         |
| John Gielgud      | Nerva (zoon van Marcus Cocceius Nerva)                       |
| Paolo Bonacelli   | Cassius Chaerea                                              |
| Joss Ackland      | Chaerea (stem Engelse dub) (onvermeld)                       |
| Leopoldo Trieste  | Charicles                                                    |
| Giancarlo Badessi | Claudius                                                     |
| Mirella D'Angelo  | Livia                                                        |
| Donato Placido    | Proculus                                                     |
| Osiride Pevarello | Giant                                                        |
| Richard Parets    | Mnester                                                      |
| Adriana Asti      | Ennia                                                        |
| Bruno Brive       | Tiberius Gemellus                                            |
| Lori Wagner       | Agrippina                                                    |
| Anneka Di Lorenzo | Messalina                                                    |
| Davide            | Incitatus (onvermeld)                                        |
| ???               | Julia Drusilla, dochter van Caligula en Caesonia (onvermeld) |

## Achtergrondgeschiedenis
De film was oorspronkelijk bedoeld als een historisch drama gebaseerd op een scenario van Gore Vidal. Bij gebrek aan voldoende financiële middelen contacteerde Vidal Bob Guccione, oprichter en uitgever van het blad Penthouse, die bereid was mee te werken, indien het een grootse spektakelfilm zou worden, met extra seks- en naaktscènes om zijn blad te promoten. Vidal en Franco Rossellini, de neef van Roberto Rossellini, gingen akkoord en het project werd gelanceerd. Tinto Brass werd aangesteld als regisseur en bekende acteurs als Malcolm McDowell, Helen Mirren, Peter O'Toole en John Gielgud werden ingezet. De film kampte echter van begin af aan met grote moeilijkheden en meningsverschillen tussen de regisseur, producent en scenarioschrijver.
Vidal nam ontslag en distantieerde zich van het project, omdat men te ver van zijn scenario afweek. Brass filmde zoveel scènes dat er budgetproblemen ontstonden. Guccione ontsloeg hierop Brass en nam zelf de regie over. Omdat bepaalde scènes nog niet gefilmd waren, werden er snel extra scènes aan toegevoegd, soms louter om als buffer twee eerder opgenomen scènes met elkaar te verbinden. Guccione voegde ook vele hardcore pornografische scènes toe. Het eindresultaat was een chaotische film met een groot aantal continuïteitsproblemen in de plot.
Zowel Brass en Vidal leverden nadien kritiek op de film en deden Guccione een proces aan,  waardoor de uitgave van Caligula lange tijd moest worden uitgesteld. Er werd ten slotte besloten dat Vidals naam op zijn eigen verzoek van de aftiteling en posters zou worden gehaald. Actrice Anneka Di Lorenzo, die Messalina speelde, daagde Guccione later ook voor de rechtbank, omdat haar reputatie was aangetast, doordat Guccione zonder haar medeweten pornografische scènes aan de film had toegevoegd.

## Uitgave, ontvangst en status
Uiteindelijk werd Caligula in 1979, drie jaar nadat de opnames waren begonnen, uitgebracht. De film werd internationaal neergesabeld en veroorzaakte controverse, vanwege de seksuele en gewelddadige inhoud, waaronder orgieën, masturbatie, fellatio, cunnilingus, vuistneuken, homoseksualiteit, travestie, incest, verkrachting, urinatie, zoöfilie, castratie en moord (waaronder op een kind). Er zijn diverse versies van de film in omloop, waarbij de kortere versies diverse aanstootgevende scènes hebben gecensureerd.
Als videofilm groeide Caligula dankzij zijn schandaalreputatie uit tot een cultfilm.

## Boekadaptatie
- William Howard – Gore Vidal's Caligula (1980), Warner Books, New York.